# Paragunnellichthys
Paragunnellichthys is een geslacht van straalvinnige vissen uit de familie van wormvissen (Microdesmidae). Het geslacht is voor het eerst wetenschappelijk beschreven in 1967 door Dawson.

## Soorten
- Paragunnellichthys seychellensis Dawson, 1967
- Paragunnellichthys springeri Dawson, 1970